# Villaescusa la Sombría
Villaescusa la Sombría ist eine Gemeinde (municipio) mit 60 Einwohnern (Stand: 2024) im Osten der spanischen Provinz Burgos in der Autonomen Gemeinschaft Kastilien und León. Die Gemeinde gehört zur bevölkerungsarmen Region der Serranía Celtibérica. Zur Gemeinde gehören neben dem Hauptort Villaescusa la Sombría die Ortschaften Quintanilla del Monte en Juarros und Villaescusa la Solana. 

## Lage und Klima
Der Ort Villaescusa la Sombría liegt am Río Cerratón am Fuß der Montes de Ayago etwa 25 km (Fahrtstrecke) ostnordöstlich von Burgos in einer Höhe von ca. 910 m. Das Klima ist gemäßigt bis warm; Regen (ca. 678 mm/Jahr) fällt hauptsächlich im Winterhalbjahr.

## Bevölkerungsentwicklung
| Jahr      | 1970 | 1981 | 1991 | 2001 | 2011 | 2021 |
| Einwohner | 118  | 70   | 71   | 62   | 74   | 57   |

## Sehenswürdigkeiten
- Michaeliskirche (Iglesia de San Miguel Arcángel) in Villaescusa la Sombría
- Johannes-der-Täufer-Kirche (Iglesia de San Juan Bautista) in Quintanilla del Monte en Juarros

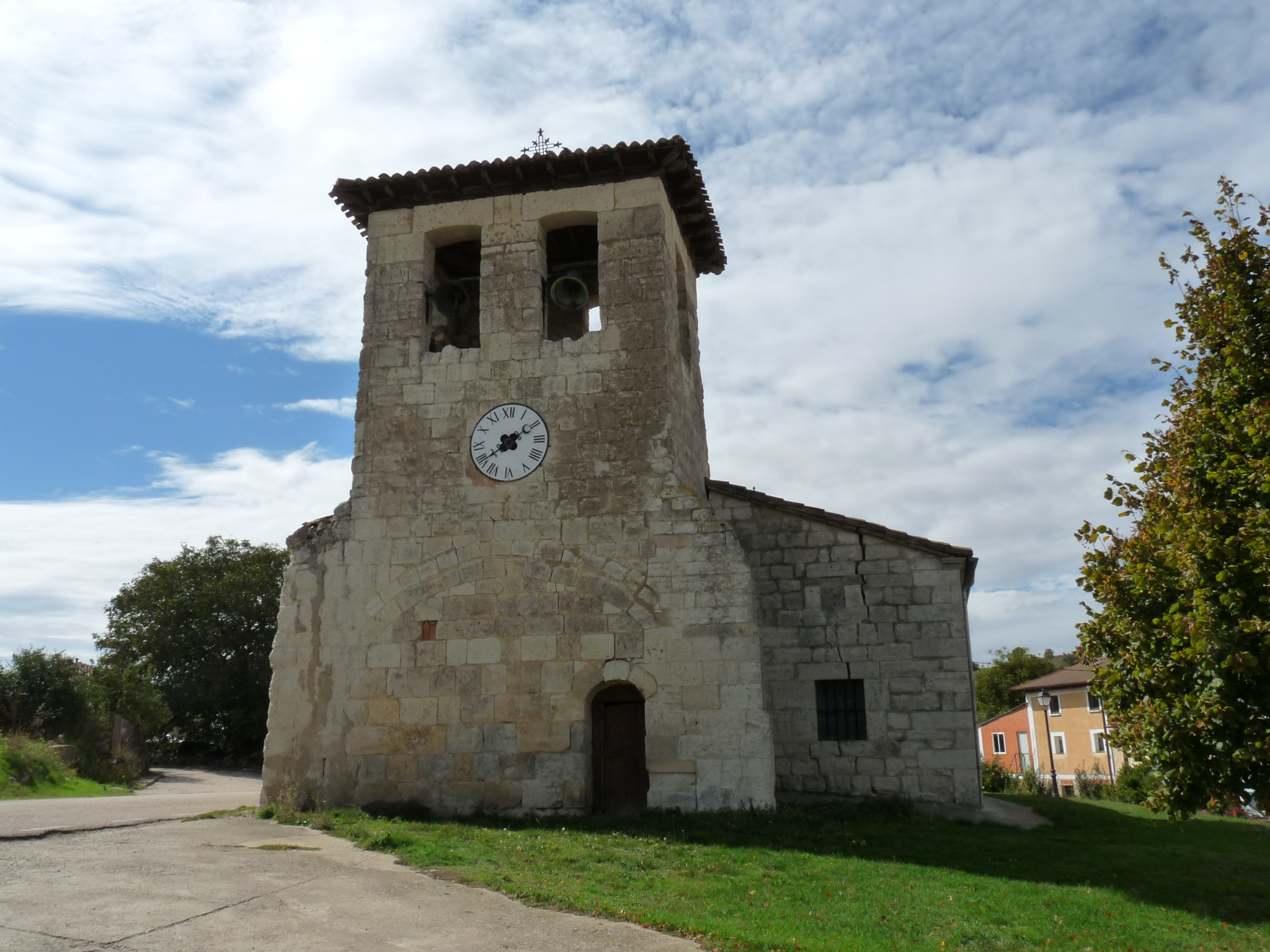
Michaeliskirche
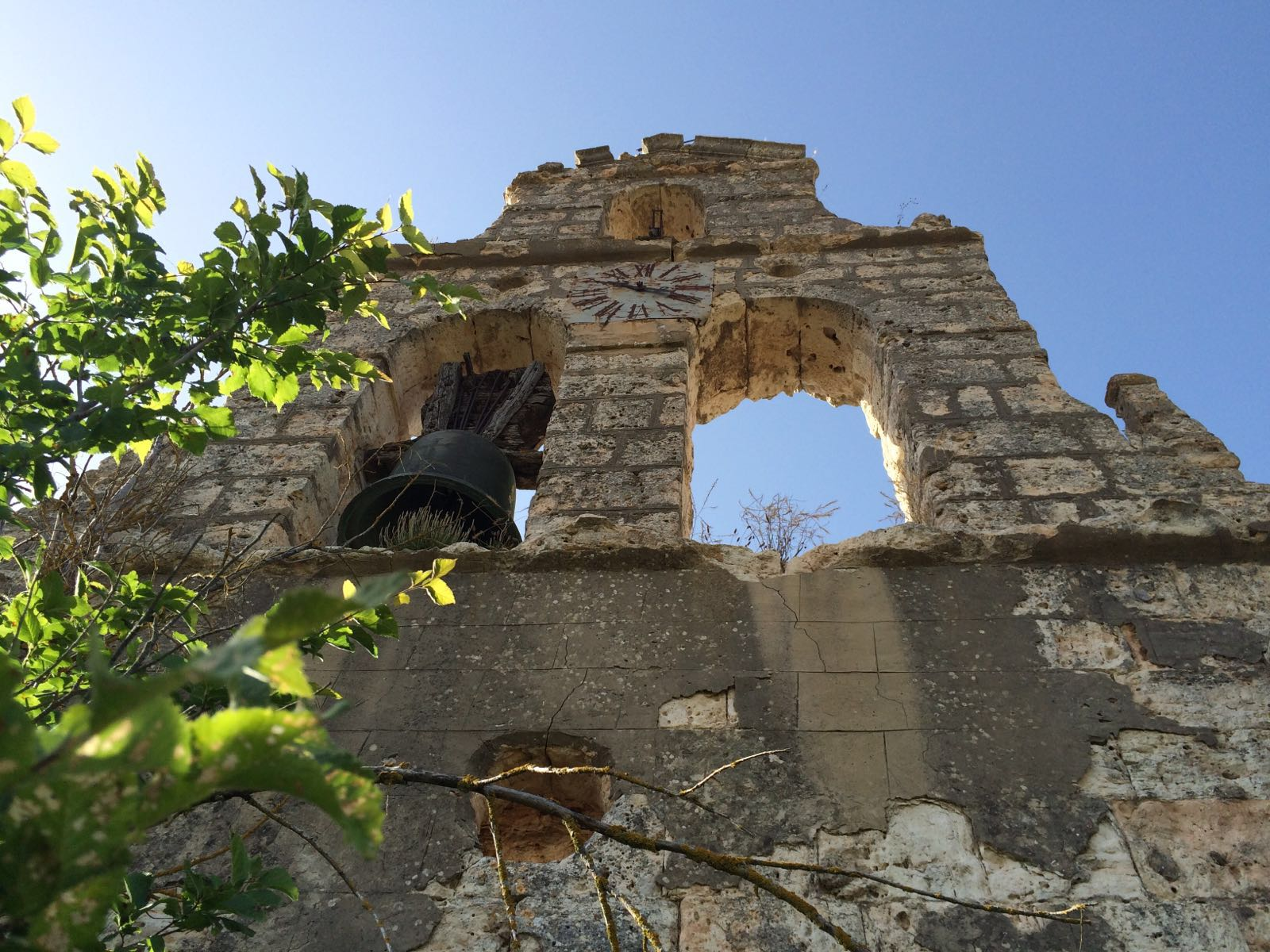
Johannes-der-Täufer-Kirche